# Gustav von Lerchenfeld

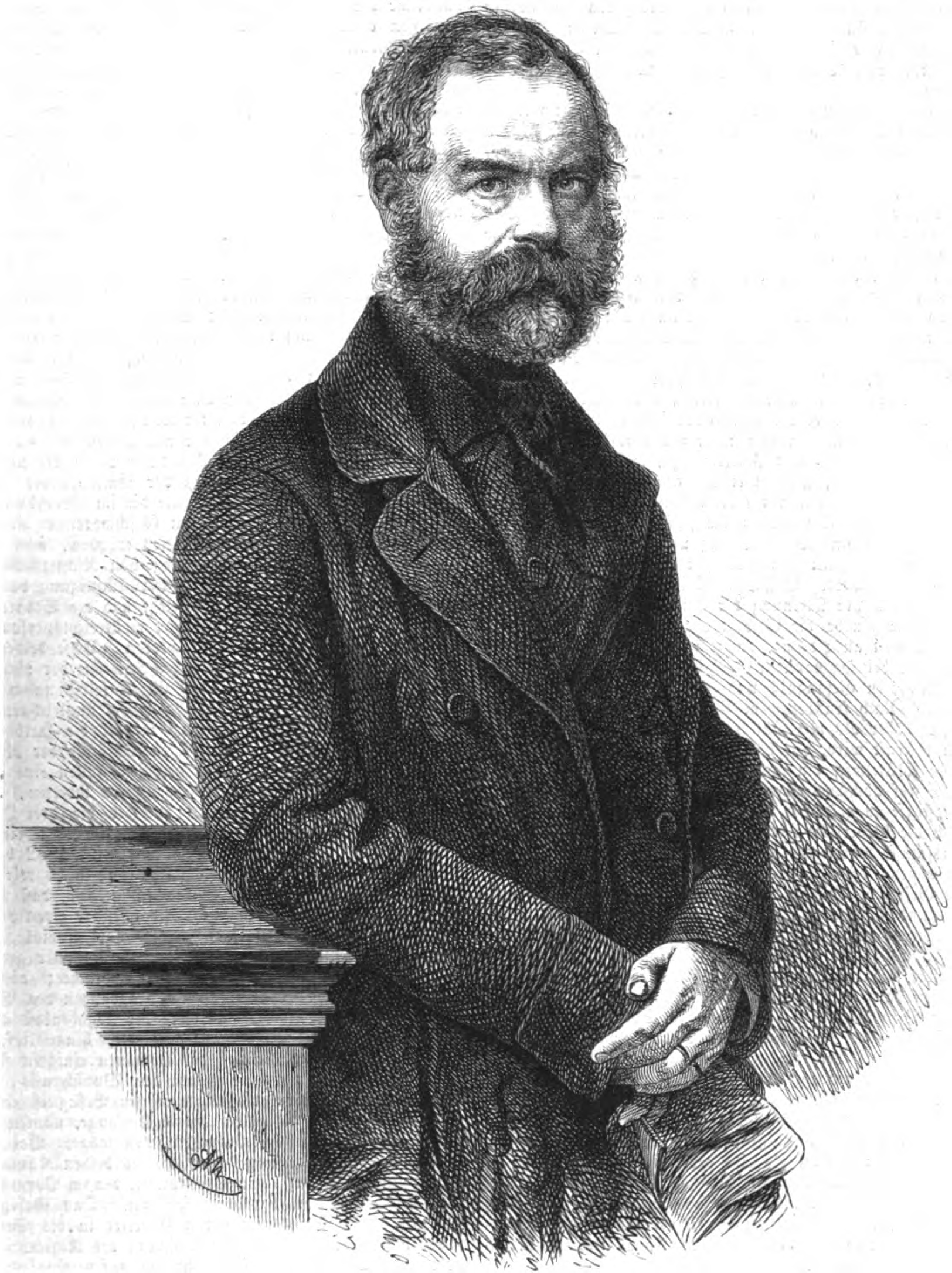
Gustav Freiherr von Lerchenfeld, 1860.
Grafik von Adolf Neumann

Gustav Freiherr von Lerchenfeld (* 30. Mai 1806 in Ulm; † 10. Oktober 1866 in Berchtesgaden) war königlicher Staatsrat und Gutsbesitzer von Heinersreuth. Er war der älteste Sohn des späteren bayerischen Finanzministers Maximilian Emanuel von Lerchenfeld (1778–1843).

## Leben
Nach dem Gymnasialabschluss 1822 am (heutigen) Wilhelmsgymnasium München studierte er an den Universitäten Würzburg, Heidelberg und München Rechtswissenschaft. Er war Mitglied der Burschenschaft Germania zu Würzburg. Nach Studienabschluss 1828 ging er in die Rheinpfalz, wo er das französische Verfahrensrecht kennenlernte. Von 1830 bis 1841 wirkte er als Richter in Landau und Frankenthal. 1841 wurde er Appellationsgerichtsrat in Bamberg. Das von seinem Vater ererbte Gut versetzte ihn in die Lage, zum 31. Dezember 1843 aus dem Staatsdienst auszuscheiden und sich neben der Gutsverwaltung historischen und staatswissenschaftlichen Studien zu widmen. Zusammen mit dem Reichsarchivdirektor Ludwig von Rockinger war er Herausgeber der bayerischen landständischen Freibriefe. Er schrieb eine Geschichte Bayerns unter Max I. Joseph. Ebenso war er ständiger Mitarbeiter der Augsburger Allgemeinen Zeitung.
Er starb an den Folgen eines Unfalls in der Kolowratshöhle auf dem Untersberg, bei dem er am 29. September 1866 beim Versagen einer Holztreppe abgestürzt war.

## Politische Aktivitäten
Seit 1845 gehörte er als Abgeordneter der adeligen Grundbesitzer mit Gerichtsbarkeit der Abgeordnetenkammer an. Er war führender Finanzpolitiker und von 1845 bis 1866 Budgetreferent. Er war Führer der Opposition gegen das Ministerium von Karl von Abel. Nach den Märzunruhen 1848 wurde er Finanzminister, später auch Innenminister, er trat jedoch am 19. Dezember 1848 zurück.
Von Lerchenfeld wurde 1849 von der bayerischen Kammer der Abgeordneten zum I. Präsidenten gewählt, jedoch vom König nur zum II. Präsidenten ernannt. Daher verzichtete er auf diese Stelle. Er war Führer der liberalen Mehrheit in der Kammer und Anhänger der großdeutschen Lösung der deutschen Einigung.

## Ehrungen
Ihm zu Ehren wurde in München die Lerchenfeldstraße benannt.